# Needles Lighthouse
Needles Lighthouse ist ein Leuchtturm (englisch Lighthouse) am Ausläufer der gleichnamigen Kreidefelsen. Er markiert den westlichsten Punkt der Isle of Wight und zusammen mit dem Hurst Point Lighthouse die westliche Einfahrt in den Solent, eine Meerenge an der Südküste Englands.

## Geschichte
Der Bau des Leuchtturms wurde durch eine Petition angeregt, die 1781 von Kaufleuten und Reedern an die englische Schifffahrtsbehörde Trinity House gerichtet wurde. Der Auftrag zum Bau von drei Leuchttürmen (Needles, St. Catherine’s Point und Hurst Point) wurde jedoch erst 1785 vergeben.
Das erste Needles-Leuchtfeuer wurde auf der Spitze der Kliffküste errichtet und es ging am 29. September 1786 in Betrieb. Mit einer Feuerhöhe von 144 Metern war die Sichtbarkeit aber oft durch Dunst oder eine geringe Wolkenuntergrenze eingeschränkt. Aus diesem Grund begann Trinity House mit der Planung eines neuen Leuchtturms auf Meereshöhe.
Der heutige Leuchtturm wurde vom Bauingenieur James Walker entworfen und 1859 auf dem äußersten Ende der Kreidefelsen errichtet. Die Baukosten betrugen 20.000 Pfund Sterling. Der gleichförmige Rundturm aus Granit steht auf einem felsigen Fundament. Die Räume für die Leuchtfeuerwärter befinden sich im Turm und die Lagerräume wurden im Kreidefelsen eingerichtet. 1987 erhielt der Turm einen Hubschrauberlandeplatz.
Needles Lighthouse wurde 1994 automatisiert und wird jetzt vom Trinity House’s Planning Centre in Harwich überwacht. Die letzten Leuchtfeuerwärter haben den Turm am 8. Dezember 1994 verlassen.
Seit 1994 wird der Leuchtturm als Grade-II-Monument in der englischen Denkmalschutzliste geführt.

## Leuchtfeuer
Needles Lighthouse war das letzte Leuchtfeuer von Trinity House, das mit einem eigenen 100-V-Gleichstromgenerator betrieben wurde. Für den automatischen Betrieb wurde 1994 ein Seekabel verlegt, das die Geräte jetzt mit 240-V-Wechselspannung versorgt. Als Lichtquelle kommt ein Lampenwechsler mit zwei 1500 Watt starken Glühlampen und einer batteriebetrieben 24-V-Notleuchte zum Einsatz. Die Optik besteht aus der 1859 installierten Fresnel-Linse zweiter Ordnung und farbigen Scheiben für die Warnsektoren. Das Sektorenfeuer ist wie folgt eingerichtet:
- Ein roter Sektor von der Küste bis rechtweisend 300° markiert die Untiefe St. Anthony Rocks,
- ein weißer Sektor von 300° bis 83° bezeichnet die Westansteuerung des Needles Channel,
- ein roter Sektor von 83° bis 212° markiert die Untiefe Shingles Bank,
- ein weißer Sektor von 212° bis 217° bezeichnet den Kurs durch den Needles Channel und
- ein grüner Sektor von 217° bis 224° markiert die sichere Passage zwischen den Untiefen Hatherwood Rocks und Warden Ledge